# Cucullia rectilinea
Cucullia rectilinea là một loài bướm đêm trong họ Noctuidae.